# 车毅
车毅（1920年—2022年），原名车淑兰，曾用名车淑鸾，女，辽宁辽阳人，中国话剧演员、导演。

## 家庭
丈夫郑红羽。长子郑红继。次子车晓彤，前儿媳王丽云，孙女车晓。